# Fafan
Fafan è una delle zone amministrative in cui è suddivisa la Regione dei Somali in Etiopia.

## Woreda
La zona è composta da 14 woreda:
1. Aw-Bare
2. Babile
3. Goljano
4. Gursum
5. Harawo
6. Haroreys
7. Harshin
8. Jigjiga town
9. Kebribayah town
10. Kebribeyah
11. Koran /Mulla
12. Shabeeley
13. Tuliguled
14. Wajale town